# 2024 au Brésil
Chronologie du Brésil
- 2020
- 2021
- 2022
- 2023
- 2024
- 2025
- 2026
- 2027
- 2028

 2022 par pays en Amérique — 2023 par pays en Amérique — 2024 par pays en Amérique — 2025 par pays en Amérique — 2026 par pays en Amérique

## Événements

### Mars
- 24 mars : vingt-trois personnes sont tuées lors d'une tempête de pluie dans les États d'Espírito Santo et de Rio de Janeiro[1].

### Avril
- 13 avril : vingt corps de migrants haïtiens sont retrouvés dans une embarcation sur un fleuve dans le nord du Brésil[2].

### Mai
- 2 mai : des inondations dans le Rio Grande do Sul font au moins 78 morts[3].

### Août
- 9 août : un avion effectuant un vol intérieur avec 61 personnes à bord s'écrase sur un bâtiment résidentiel, près de Sao Paulo, aucun survivant n'est retrouvé dans l'avion[4].

### Octobre
- 6 et 27 octobre : élections municipales.

### Novembre
- 18-19 novembre : sommet du G20 à Rio de Janeiro.

### Décembre
- 21 décembre : un accident d'autocar dans l'État du Minas Gerais fait au moins 41 morts[5].
- 22 décembre : un avion privé Piper Cheyenne 400 s'écrase dans une zone commerciale de la ville de Gramado. Les dix membres d'une même famille à bord périssent et dix-sept autres personnes ont été blessées au sol, dont deux grièvement[6].

## Décès
- 5 janvier : Mário Zagallo, joueur et entraîneur de football
- 29 janvier : Jandira Martini, actrice
- 23 février : Wilson Fittipaldi, pilote automobile
- 11 mars : Emilio Correa, boxeur cubain mort au brésil
- 4 avril : R. F. Lucchetti, écrivain
- 6 avril : Ziraldo, dessinateur et auteur
- 12 mai : Paulo César Peréio, acteur
- 31 mai : Amaral, footballeur
- 17 juin : Jacqueline Laurence, actrice française naturalisée brésilienne
- 8 juillet : Sergio de Queiroz Duarte, diplomate
- 14 juillet : Sérgio Cabral, journaliste, écrivain, compositeur et chercheur
- 20 juillet : Moacir, footballeur
- 26 juillet : J. Borges, artiste contemporain
- 5 août : Adílio, joueur et entraîneur de football
- 12 août : Antônio Delfim Netto, homme politique
- 17 août : Silvio Santos, présentateur de télévision et homme d'affaires
- 17 septembre : César, footballeur
- 1er  octobre : Denílson, footballeur
- 3 octobre : Cid Moreira, voix de la télévision
- 12 octobre : Ary Toledo, humoriste, chanteur, parolier et écrivain
- 25 octobre :  Zé Carlos, footballeur
- 1er  novembre : Luis Onmura, judoka
- 4 novembre : Agnaldo Rayol, chanteur et acteur
- 8 novembre : Antônio d'Orléans-Bragance, prince impérial
- 9 décembre : Dalton Trevisan, écrivain

#### L'année sportive 2024 au Brésil
- Championnat du Brésil de football 2024
- Championnat du Brésil de football de deuxième division 2024
- Grand Prix automobile de São Paulo 2024

#### L'année 2024 dans le reste du monde
- L'année 2024 dans le monde
- 2024 par pays en Amérique, 2024 au Canada, 2024 aux États-Unis
- 2024 en Europe • 2024 en Afrique
- 2024 par pays en Asie • 2024 par pays en Océanie
- 2024 aux Nations unies
- Décès en 2024